# Petite Symphonie

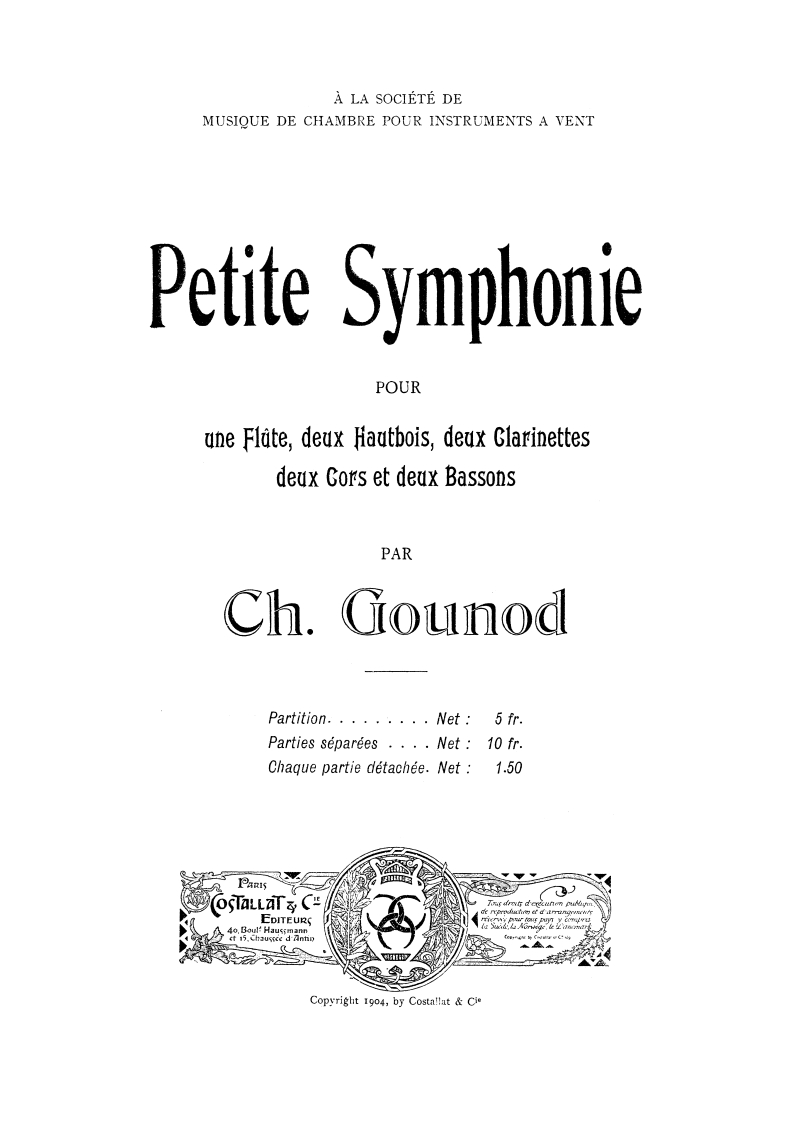
Portada de l'edició de 1904 de Costallat & Cie Editeurs.

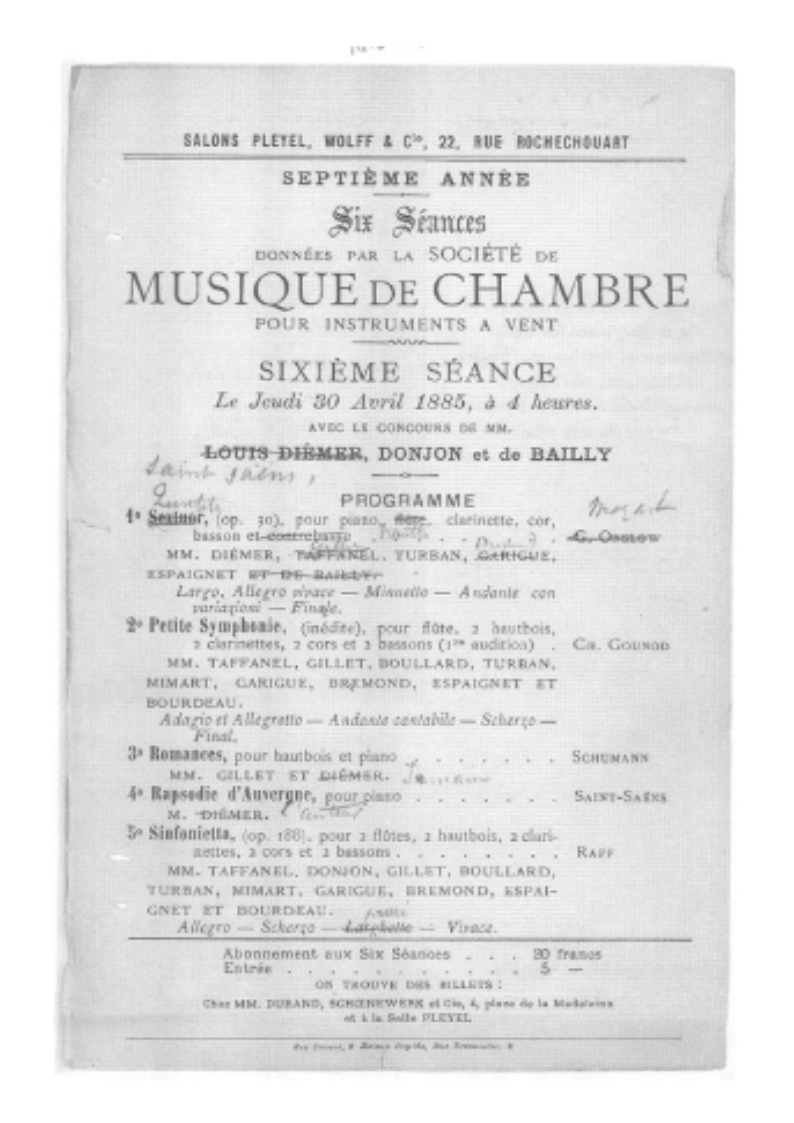
Programa del dia de l'estrena anotat per Paul Taffanel.

La Petite Symphonie de Charles Gounod és una obra per a nou instruments de vent (flauta, dos oboès, dos clarinets, dues trompes i dos fagots). Va ser un encàrrec de la Société de Musique de Chambre pour Instruments à Vent (Societat de Música de Cambra per a Instruments de Vent) fundada el 1879 per Paul Taffanel. La estrena va ser el 30 d'abril de 1885 a la Salle Pleyel de París, i els intèrprets van ser Taffanel, Gillet, Boullard, Turban, Mimart, Garigue, Bremond, Espaignet i Bordeau.
La Petite Symphonie s'ubica a l'última etapa productiva del compositor, una etapa molt prolífica sobretot al terreny de la música instrumental i als oratoris. Açò és degut al fet que les seves òperes no tenien molta acollida a París, de fet, ell mateix assegurava que ja no era capaç d'entendre el món operístic de l'època. 

## La peça
Es tracta d'una peça altament tradicional en aspectes formals tot i incloure un tractament dels instruments de vent impensable abans dels perfeccionaments que van sofrir durant el segle xix. De fet, en aquesta peça, ja de finals de segle, es poden apreciar requisits tècnics clarament sorgits d'aquestes millores. Per altra banda, la instrumentació és triada seguint el model de les Serenates de W.A. Mozart però Gounod afegeix la flauta perquè pogués ser interpretada per Paul Tafanel, fundador de l'entitat que encarregava l'obra.
El primer moviment comença amb una introducció Adagio, seguida d'un Allegretto. El segon moviment (Andante quasi Adagio) és gairebé una ària "da capo" per la flauta amb una part de tutti a la secció central. El tercer és un Scherzo molt viu amb trio. I el quart (Finale) es tracta del tradicional moviment ràpid i enèrgic final.
Tot i que podem observar un tractament melòdic en grans línies propi del segle xix, harmònicament no observem cap trencament amb la tradició, més aviat al contrari, l'harmonia i la tonalitat són clares en tot moment.